# Kai Hansen
Kai Michael Hansen (* 17. ledna 1963 v Hamburku v Německu) je německý metalový kytarista a zpěvák.
Svoji hudební kariéru odstartoval v roce 1978 v hudební skupině nazvané Iron Fist se spoluzakladatelem pozdější skupiny Iron Savior Pietem Sielckem. V roce 1984 spolu s Michaelem Weikathem založil skupinu Helloween, ve které hrál na kytaru a zpíval až do příchodu nového zpěváka Michaela Kiskeho, který se mikrofonu ujal na albech Keeper of the Seven Keys Part 1 a Keeper of the Seven Keys Part 2. Kai od Helloweenu odešel v letech 1988-1989 kvůli rozsáhlým tour a koncertům. Poté založil svoji vlastní powermetalovou skupinu Gamma Ray. V roce 1997 byl spoluzakladatelem skupiny Iron Savior, ale pak se více zaměřil na Gamma Ray, se kterou vydal několik alb a vystupuje po celém světě.
Kai se také účastní mnoha hudebních projektů. Hrál na albech Follow the Blind a Tales From the Twilight World od Blind Guardianu. Spolu s HammerFall nahrál cover své skladby I Want Out z dob Helloweenu. Kai také hrál roli Trpaslíka Regrina v projektu Avantasia (metalová opera), kterou organizuje Tobias Sammet.
V roce 2005 se účastnil tour s mladou německou speedmetalovou skupinou Stormwarrior z jeho města – Hamburku jako hlavní zpěvák. Na turné hrál materiály z klasického alba od Helloweenu "Walls of Jericho", které mělo na Stormwarrior největší vliv.
V roce 2012 se začal věnovat projektu Unisonic, kde se po letech opět setkal s bývalým kolegou a zpěvákem z Helloweenu Michaelem Kiskem.
Na podzim roku 2017 by se Hansen měl spolu s Kiskem v rámci Pumpkins United World Tour navrátit zpět do Helloween. Během tohoto speciálního turné, které by mělo pokračovat i v roce 2018, Kiske a Hansen doplní současnou sestavu Helloween. Skupina plánuje odehrát celkem tříhodinový set, ve kterém shrne celou kariéru Helloween.